# عقد كلبس الرخو
عقد كلبس الرخو (الاسم العلمي:Klebsormidium flaccidum) هو نوع من الطحالب الخضراء يتبع جنس عقد كلبس من فصيلة العقدية الكلبسية.